# Wirtschaftsethnologie
Die Wirtschaftsethnologie oder ökonomische Anthropologie untersucht als Teilbereich der Ethnologie (Völkerkunde) die wirtschaftliche Organisation von ethnischen Gruppen und indigenen Völkern und ihre Versorgung mit Gütern und Leistungen; sie versucht, das wirtschaftliche Verhalten der Menschen mithilfe volkswirtschaftlicher sowie anthropologischer Methoden und Theorien zu erklären.
Allgemein werden die Zusammenhänge von gesellschaftlichen Strukturen im wirtschaftlichen und politisch-sozialen Bereich betrachtet. Fragestellungen sind beispielsweise die wirtschaftliche Grundlage gesellschaftlicher Schichtung, die Ausprägung von Arbeitsteilung in der Gesellschaft, die Ausgestaltung von Eigentum, Güterproduktion und -verteilung, Bewertung materieller und immaterieller Güter sowie die Auswirkungen auf Gesellschaft und Wirtschaftssystem.
Einigen Theorien zufolge ist das jeweilige Wirtschaftssystem grundsätzlich in kulturelle Rahmenbedingungen eingebettet (englisch embeddedness), was vor allem bei den traditionellen Wirtschaftsformen nicht-industrialisierter Gesellschaften noch der Fall sei.

## Theoretische Ansätze der Wirtschaftsethnologie
Die Wirtschaftsethnologie besteht aus drei Hauptparadigmen: Formalismus, Substantivismus und Kulturalismus.

### Formalismus
Das formalistische Modell ist dasjenige Modell in der Wirtschaftsethnologie, das die engste Verbindung zur Neoklassischen Theorie aufweist. Es definiert Wirtschaftswissenschaft als die Untersuchung von Nutzenmaximierung unter Bedingungen der Knappheit. Da formalistische Wirtschaftsethnologie versucht, Subjekte außerhalb ihres traditionellen Umfelds mittels der neoklassischen Theorie zu erforschen, steht sie mit der Neuen Institutionenökonomik in Verbindung. Diese trifft folgende zentrale Annahmen:
- Individuen verfolgen Nutzenmaximierung durch die Wahl zwischen alternativen Mitteln und wählen stets diejenige Alternative, die ihren Nutzen maximiert. Dabei unterliegen sie meist Beschränkungen durch unvollständige Information oder Transaktionskosten.
- Individuen entscheiden sich rational. Sie verwenden alle verfügbaren Informationen, um Kosten und Nutzen aller Möglichkeiten abzuwägen und um die Opportunitätskosten abzuschätzen, die im Vergleich zu anderen Nutzenmaximierungsstrategien anfallen. Dabei sind Individuen in der Lage, die notwendigen Kalkulationen durchzuführen – sei es durch bewusstes Vorausschauen, Instinkt oder Tradition.
- Ressourcen sind stets knapp, während die Bedürfnisse aller Individuen unbegrenzt sind.

Einige Formalisten verwenden die Spieltheorie als Modell rationalen Verhaltens unter bestimmten kulturellen oder zwischenmenschlichen Beschränkungen. Formalisten wie Raymond Firth und Harold K. Schneider behaupten, das neoklassische Wirtschaftsmodell könne auf jede Gesellschaft angewendet werden, wenn die nötigen Anpassungen vorgenommen werden würden. Sie sprechen den oben angeführten Prinzipien also universelle Gültigkeit zu. Alle Individuen treffen also stets Entscheidungen zwischen alternativen Mitteln zur Erreichung ihrer Ziele, wobei die Ziele kulturelle definierte Ziele sind. Sie beziehen sich nicht nur auf wirtschaftlichen Nutzen oder finanziellen Vorteil, sondern auf alles, das vom Individuum geschätzt wird – ob Freizeit, Solidarität oder Prestige.
Die Rolle der Anthropologen unter diesen Prämissen wäre es dann, jede Kultur bezüglich ihrer kulturell angemessenen Mittel zur Erreichung kulturell anerkannter und geschätzter Ziele zu untersuchen. Unter der Annahme wirtschaftlich rationalen Verhaltens werden individuelle Entscheidungen von individuellen Präferenzen geleitet, während die Kultur und die Präferenzen anderer als einschränkendes Umfeld wahrgenommen werden. Solche Analysen sollten die kulturspezifischen Prinzipien aufdecken, die dem rationalen Entscheidungsfindungsprozess unterliegen. In diesem Zusammenhang wurde die ökonomische Theorie von Anthropologen vor allem auf Gesellschaften ohne preisregulierenden Märkte angewendet (zum Beispiel Firth, 1961; Laughlin, 1973).

### Substantivismus
Aus Sicht der substantivistischen Position, die erstmals von Karl Polanyi in seinem Werk The Great Transformation entwickelt wurde, hat der Begriff Wirtschaft zwei Bedeutungen: Die formale Bedeutung bezieht sich auf Wirtschaft als die Logik rationaler Handlungen und Entscheidungen, als rationale Wahl zwischen alternativen Verwendungen knapper Mittel. Die zweite, substantivistische Bedeutung, setzt dagegen weder rationale Entscheidungsfindung noch Ressourcenknappheit voraus. Sie bezieht sich ausschließlich auf die Untersuchung, wie Menschen in ihrem sozialen und natürlichen Umfeld überleben. Die Überlebensstrategie einer Gesellschaft wird als Anpassungsprozess an ihre Umwelt angesehen, der Nutzenmaximierung einschließen mag oder auch nicht. Wirtschaft im substantivistischen Sinne bezieht sich also auf den Weg, wie eine Gesellschaft ihre Bedürfnisse befriedigt.
Polanyis Begriff great transformation („große Wandlung“) bezieht sich auf die Unterscheidung zwischen modernen, Markt-orientierten Gesellschaften und nicht-westlichen, nicht-kapitalistischen vorindustriellen Gesellschaften. Polanyi behauptet, dass nur die substantivistische Bedeutung von Wirtschaft angemessen für die Analyse nicht-kapitalistischer Gesellschaften sei. Ohne ein System preisorientierter Märkte sei die formalistische Wirtschaftsanalyse nicht anwendbar. Individuelle Entscheidungen basieren weniger auf der Maximierung wirtschaftlichen Profits, sondern viel mehr auf sozialen Beziehungen, kulturellen Werten, moralischen Überlegungen, Politik oder Religion. In den meisten bäuerlichen und tribalen Gesellschaften wird Subsistenzwirtschaft betrieben, d. h., dass für die Produzenten selbst produziert wird – im Gegensatz zur marktorientierten Produktion, die als Ziel vorwiegend Profitmaximierung anstrebt. Diese zwei Produktionstypen unterschieden sich so stark voneinander, dass keine einzelne Theorie beide erklären kann.
Laut Polanyi überschneiden sich in modernen kapitalistischen Gesellschaften die Konzepte von Formalismus und Substantivismus, da Menschen ihr Leben auf Basis rationaler Entscheidungen organisieren. In nicht-kapitalistischen Gesellschaften hingegen ist dies nicht der Fall, da diese nicht auf den Markt, sondern auf Redistribution und Reziprozität ausgerichtet sind. Reziprozität wird definiert als der gegenseitige Austausch von Gütern oder Leistungen als Teil langfristiger Beziehungen. Redistribution impliziert das Bestehen eines starken politischen Zentrums wie Verwandtschafts-basierte Führung, die Subsistenzgüter nach kulturspezifischen Prinzipien erhält und dann umverteilt. In nicht-marktorientierten Gesellschaften treten Reziprozität und Redistribution in der Regel gemeinsam auf. Umgekehrt wird der Austausch auf dem Markt als der dominante Integrationsmodus in modernen Industriegesellschaften betrachtet, während Reziprozität in familiären und Haushaltsbeziehungen weiter besteht und Redistribution teilweise vom Staat oder von gemeinnützigen Organisationen weiter ausgeführt wird. Jedes Verteilungskonzept benötigt jedoch ein eigenes Set analytischer Konzepte.
Ein weiteres Schlüsselkonzept im Substantivismus ist das der embeddedness (Einbettung). Wirtschaft wird in diesem Zusammenhang nicht als separater und abgrenzbarer Wirkungsbereich angesehen, sondern ist in wirtschaftliche und nicht-wirtschaftliche Institutionen eingebettet. Austausch findet innerhalb der Gesellschaft statt, nicht in einem sozialen Vakuum. Zum Beispiel können Religion und Regierung genauso wichtig für die Wirtschaft sein wie wirtschaftliche Institutionen selbst. Sozio-kulturelle Verpflichtungen, Normen und Werte spielen eine wichtige Rolle im Rahmen der Überlebensstrategien der Menschen. Infolgedessen ist jede Analyse der Wirtschaft als analytisch abgrenzbare und von ihrem sozio-kulturellen und politischen Kontext isolierte Einheit von vornherein fehlerhaft. Eine substantivistische Analyse der Wirtschaft fokussiert hingegen auf die Untersuchung der verschiedenen sozialen Institutionen, auf denen das Überleben der Menschen gründet. Der Markt ist nur einer von vielen Institutionen, die das Wesen wirtschaftlicher Transaktionen bestimmen. Polanyis zentrales Argument ist, dass Institutionen die primären Organisatoren wirtschaftlicher Prozesse sind.
Das Konzept der „Einbettung“ war in der Wirtschaftsethnologie sehr einflussreich. So fand zum Beispiel Granovetter in seiner Studie ethnischer Geschäftsbeziehungen von Chinesen in Indonesien heraus, dass wirtschaftliche Handlungen der Individuen in Netzwerke starker persönlicher Beziehungen eingebettet sind. Die Kultivierung persönlicher Kontakte zwischen Händlern und Kunden nimmt dabei einen gleichen oder höheren Stellenwert ein als die wirtschaftlichen Transaktionen selbst. Wirtschaftliche Tauschprozesse finden nicht zwischen Fremden statt, sondern eher zwischen Individuen, die in einem langfristigen Verhältnis zueinander stehen. Granovetter beschreibt, wie die neo-liberale Perspektive auf wirtschaftliche Handlungen die Wirtschaft von Gesellschaft und Kultur trennt und damit die soziale Komponente der Wirtschaft vernachlässigt.

### Kulturalismus
Für einige Anthropologen geht die substantivistische Position in ihrer Kritik der universellen Anwendung westlicher Wirtschaftsmodelle auf Gesellschaften der ganzen Welt nicht weit genug. Stephen Gudeman zum Beispiel behauptet, dass die zentralen Überlebensstrategien kulturell konstruiert sind. Daher müsse die Analyse von Modellen des Überlebens und damit verbundenen wirtschaftlichen Konzepten wie Tausch, Geld oder Profit durch die Anwendung lokal orientierter sozialwissenschaftlicher Sichtweisen vervollständigt werden. Statt der Formulierung universeller Modelle, die auf einem westlichen Verständnis der Wirtschaft und auf westlicher Wirtschafts-Terminologie basieren, und ihrer willkürlichen Anwendung auf alle Gesellschaften sollten Anthropologen versuchen, das „lokale Modell“ zu verstehen. In seiner Arbeit zu Lebensunterhaltsstrategien versucht Gudeman, die Konstruktion der Wirtschaft aus Sicht der Bevölkerung darzustellen (people’s own economic construction). Dabei untersucht er nicht nur die kulturelle Konstruktion von Werten mit der Perspektive auf die Produkte, die Menschen kaufen wollen, oder auf den Wert von Freizeit, sondern vorwiegend die lokalen Konzepte von Wirtschaft und ihren verschiedenen Aspekten, wie zum Beispiel das Verständnis von Tausch, Eigentum oder Profit (Gewinn). Seine Beschreibung einer bäuerlichen Gemeinschaft in Panama zeigt auf, dass die Bevölkerung nicht deshalb in einer Tauschbeziehung zueinander stand, weil jeder Profit machen wollte, sondern weil sie den Tausch als „Tausch von Äquivalenten“ ansahen, wobei der Tauschwert eines Guts durch den Aufwand für die Produktion bestimmt wurde. Ausschließlich Händler von außerhalb machten Profit in ihrer Tauschbeziehung zur Gemeinschaft.
Gudeman weist nicht nur die formalistische Idee des universellen „ökonomischen Menschen“ zurück; er kritisiert auch die substantivistische Position dafür, dass sie ihr universelles Wirtschaftsmodell auf alle vorindustriellen Gesellschaften anwendet und so denselben Fehler macht wie die Formalisten. Während er einräumt, dass Substantivismus die Bedeutung sozialer Institutionen in Wirtschaftsprozessen zu Recht betont, sieht Gudeman jedes abgeleitete Modell, das für sich universelle Gültigkeit beansprucht, als ethnozentrisch und im Wesentlichen tautologisch. Aus seiner Perspektive modellieren all diese Sichtweisen menschliche Beziehungen als mechanistische Prozesse, indem sie die Logik der Naturwissenschaften übernehmen, die auf der materiellen Welt basiert, und diese auf die menschliche Welt übertragen. Stattdessen sollten Anthropologen versuchen, lokale Modelle zu verstehen und zu interpretieren, die sich durchaus stark von ihren westlichen Gegenstücken unterscheiden können. Zum Beispiel verwendet das Volk der Iban ausschließlich Messer zur Reisernte. Obwohl die Benutzung von Sicheln die Ernte enorm beschleunigen würde, ist ihre Sorge, dass der Geist des Reis flüchten könnte, größer als ihr Wunsch nach der Rationalisierung des Ernteprozesses.
Gudeman bringt den postmodernen Kulturrelativismus zu seinem logischen Schluss. Andererseits kann der Kulturalismus aber auch als Erweiterung der substantivistischen Perspektive gesehen werden, mit einer stärken Betonung des kulturellen Konstruktivismus, einer detaillierteren Beschreibung lokaler Sichtweisen und wirtschaftlicher Konzepte und einem größeren Fokus auf sozio-kulturelle Dynamiken. Kulturalisten neigen außerdem dazu, in ihren Beschreibungen weniger taxonomisch und mehr kulturrelativistisch zu sein, während sie kritisch über die Machtbeziehungen zwischen dem Wissenschaftler und den Untersuchungssubjekten reflektieren. Während Substantivisten meist Institutionen als Analyseeinheit wählen, tendieren Kulturalisten zur detaillierten Beschreibung bestimmter lokaler Gemeinschaften. Beiden Perspektiven ist jedoch gemein, dass sie die formalistische Annahme zurückweisen, dass jegliches menschliche Verhalten in Bezug auf rationale Entscheidungsfindung und Nutzenmaximierung erklärt werden kann.

## Kritik der Ansätze
Es gibt zahlreiche Kritiker der formalistischen Position. Ihre zentralen Annahmen über menschliches Verhalten wurden stark in Frage gestellt. Insbesondere wurde argumentiert, dass die Modelle rationaler Entscheidungsfindung und Nutzenmaximierung nicht in allen Kulturen angewendet werden können. Doch auch im Hinblick auf gegenwärtige westliche Gesellschaften wurde der wirtschaftliche Reduktionismus bei der Erklärung menschlichen Verhaltens kritisiert. Prattis betont, dass die Prämisse der Nutzenmaximierung tautologisch ist; was immer eine Person auch tut, ob Arbeit oder Freizeitbetätigung, wird als Nutzenmaximierung deklariert (vergleiche Prattis, 1989). Zum Beispiel möge eine Person ihre eigene Zeit, die eigenen Finanzen oder die eigene Gesundheit aufs Spiel setzen, um anderen zu helfen. Formalisten zufolge würde die Person dies tun, weil sie der Hilfeleistung für andere einen hohen Wert beimisst und durch die Opferung eigener Ziele so ihren Nutzen maximiert (zum Beispiel Zufriedenheit nach der Hilfeleistung, Anerkennung durch andere etc.). Doch dies ist bloß eine Annahme – die Motivation der Person kann mit dieser Erklärung zusammenfallen oder auch nicht. Ähnlich argumentiert Gudeman, dass westliche Wirtschaftsanthropologen stets „herausfinden“ werden, dass sich die Menschen, die sie untersuchen, „rational“ verhalten werden, weil das von ihnen angewendete Modell sie dazu bringt. Folglich betrachtet der Formalismus jedes Verhalten, das nicht nutzenmaximierend erscheint, als irrational. Dem handelnden Individuum mögen diese „nicht-maximierenden Handlungen“ aber durchaus rational und logisch erscheinen, da die Motivation für seine Handlungen aus einem komplett anderen Bedeutungsspektrum hergeleitet sein möge.
Letztendlich betonen die Substantivisten, dass sowohl wirtschaftliche Institutionen als auch individuelle wirtschaftliche Handlungen in den soziokulturellen Raum eingebettet sind und daher nicht isoliert analysiert werden können. Soziale Beziehungen spielen eine essentielle Rolle bei den Überlebensstrategien der Menschen; daher kann ein enger Fokus auf individuelles Verhalten unter Ausschluss des soziokulturellen Hintergrundes der Person nur fehlerhaft sein.
Doch auch am Substantivismus wurde Kritik geübt. Prattis (1982) zufolge ist die strenge Unterscheidung zwischen primitiven und modernen Ökonomien problematisch. Beschränkungen von Transaktionstypen sind viel mehr situationsbedingt als im System begründet (er unterstellt daher, dass der Substantivismus die Analyse individueller Handlungen vernachlässigt, während er seinen Schwerpunkt auf die Untersuchung sozialer Strukturen legt). Nicht-maximierende Anpassungsstrategien treten in allen Gesellschaften auf, nicht nur in „primitiven“. Ähnlich argumentiert Plattner (1989), dass einige Generalisierungen über verschiedene Gesellschaften hinweg immer noch möglich seien und dass westliche und nicht-westliche Ökonomien nicht völlig verschieden sind. Im Zeitalter der Globalisierung mögen vielleicht kaum noch „reine“ vorindustrielle Gesellschaften vorhanden sein. Bedingungen der Ressourcenknappheit existieren nun überall auf der Welt und für die anthropologische Feldforschung ist es wichtig aufzuzeigen, dass es auch in bäuerlichen Gesellschaften rationales Verhalten und komplexe wirtschaftliche Entscheidungen gibt (vergleiche Plattner, 1989:15). Auch können Individuen in zum Beispiel kommunistischen Gesellschaften immer noch ihren Nutzen rational maximieren, zum Beispiel durch die Pflege von Beziehungen zu Bürokraten, welche die Verteilung von Ressourcen kontrollieren, oder durch die Nutzung kleiner Landstücke in ihrem Garten zur Ergänzung der offiziellen Essensrationen.
Während Tausch über den Markt im Westen dominiert, kann Redistribution auch in den eher sozialistischen oder Wohlfahrtsstaaten im Westen eine große Rolle spielen – wie zum Beispiel in Frankreich, Deutschland oder Schweden. Der Staat und gemeinnützige oder religiöse Organisation sammeln Spenden und verteilen sie dann an bedürftige Gruppen (oder nutzen die Gelder, um gratis oder zu einem geringen Preis Sozialleistungen anzubieten).
Auch der Kulturalismus kann aus verschiedenen Perspektiven kritisiert werden. Marxisten würden argumentieren, dass Kulturalisten mit ihrem Gedanken der sozialen Konstruktion der Wirklichkeit zu idealistisch und in ihrer Analyse externer (d. h. materieller) Beschränkungen auf Individuen, die ihre Entscheidungen beeinflussen, zu schwach wären. Wenn, wie Gudeman argumentiert, lokale Modelle nicht objektiv beurteilt oder einem universellen Standard entgegengesetzt werden können, können sie auch nicht mittels der Ideologien der Mächtigen dekonstruiert werden, die zur Neutralisierung des Widerstands durch Hegemonie dienen. Dies wird weiter erschwert durch die Tatsache, dass im Zeitalter der Globalisierung die meisten Kulturen in das globale kapitalistische System integriert sind und von westlichen Denk- und Handlungsweisen beeinflusst werden. Lokale und globale Diskurse vermischen sich und die Grenzen zwischen den beiden verschwimmen. Auch wenn Menschen Aspekte ihrer Weltsichten behalten, können universelle Modelle zur Untersuchung der Dynamiken ihrer Integration in den Rest der Welt verwendet werden.
Die deutschen Ökonomen Gunnar Heinsohn und Otto Steiger argumentieren, dass der Markttausch nicht universell ist und beginnen ihre Analysen mit Karl Polanyis Unterscheidung zwischen Systemen, die auf Reziprozität, Redistribution und Markt basieren. Trotzdem aber kritisieren beide sowohl die Substantivisiten als auch die Formalisten für das Fehlen einer zufriedenstellenden Erklärung für Marktrationalität und ihre historischen Ursprünge. Sie entwickelten eine neuartige Erklärung für die Ursprünge von Eigentum, Verträgen, Krediten, Geld und Märkten, die sie die „Eigentumstheorie von Zins, Geld und Märkten“ nennen. Sie wenden ihr Modell auch auf die Entwicklungsökonomie an, bei der ein Verständnis dynamischer Märkte essentiell ist, da die zentrale Aufgabe der Entwicklungsökonomie darin besteht, den Aufbau von Märkten an Orten, an denen es zuvor keine gegeben hat, anzuleiten.